# Venă testiculară
Vena testiculară (sau vena spermatică) este vena gonadală masculină ce transportă sângele neoxigenat de la testiculul corespunzător către vena cavă inferioară sau unul dintre afluenții săi. Este echivalentul masculin al venei ovariene și este omologul venos al arterei testiculare.

## Anatomie
Este o venă pereche, cu câte o ramură către fiecare testicul: 
- vena testiculară dreaptă se varsă, în general, în vena cavă inferioară ;
- vena testiculară stângă, spre deosebire de cea dreaptă, se varsă în  vena renală stângă în loc de vena cavă inferioară.

Venele ies din spatele testiculului și primesc afluenți din epididim ; ele se unesc și formează un plexus convolut, numit plexul pampiniform, care constituie masa mai mare a cordonului spermatic; vasele care compun acest plex sunt foarte numeroase și urcă de-a lungul cordonului, în fața canalelor deferente. Sub inelul inghinal subcutanat, ele se unesc pentru a forma trei sau patru vene, care trec de-a lungul canalului inghinal și, intrând în abdomen prin inelul inghinal abdominal, se reunesc pentru a forma două vene, care urcă pe mușchiul psoas mare, în spatele peritoneului, întinzându-se fiecare de o parte sau de alta a arterei spermatice interne. Acestea se unesc pentru a forma o singură venă, care se deschide, pe partea dreaptă, în vena cavă inferioară (în unghi ascuțit), iar pe partea stângă în vena renală stângă (în unghi drept). 
Venele testiculare sunt prevăzute cu valve. 
Vena testiculară stângă trece în spatele colonului iliac și este astfel expusă presiunii conținutului acelei părți a intestinului. 

## Semnificație clinică
Deoarece vena testiculară stângă merge până la vena renală stângă înainte de a se vărsa, aceasta prezintă o tendință mai mare, pentru testicul stâng, să dezvolte varicocel, din cauza gravitației care lucrează pe coloana de sânge în această venă. Mai mult decât atât, vena renală stângă trece printre aorta abdominală și artera mezenterică superioară, se îndreaptă spre vena cavă inferioară și este adesea comprimată de artera mezenterică superioară mărită - acesta este denumit „ efectul Spărgătorului de nuci ”. 

## Imagini suplimentare

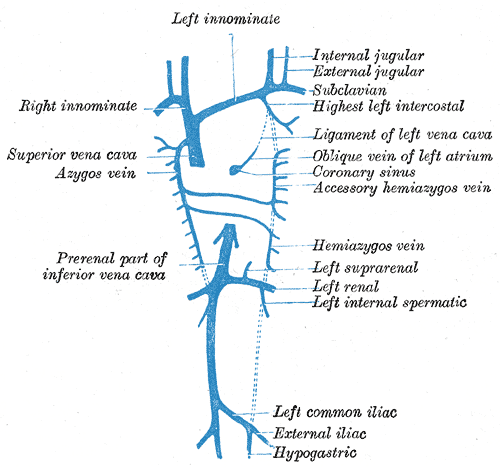
Diagrama care arată finalizarea dezvoltării venelor parietale.
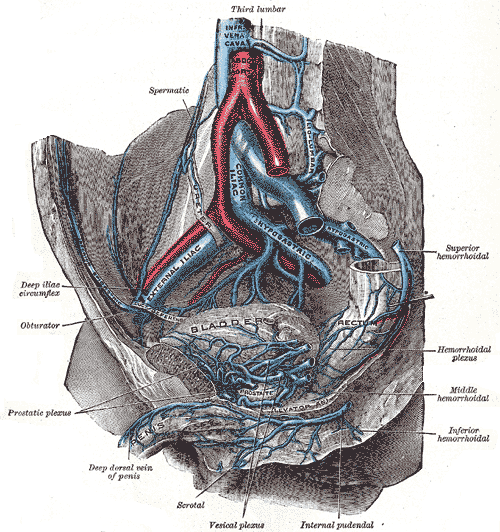
Venele jumătății drepte a pelvisului masculin.
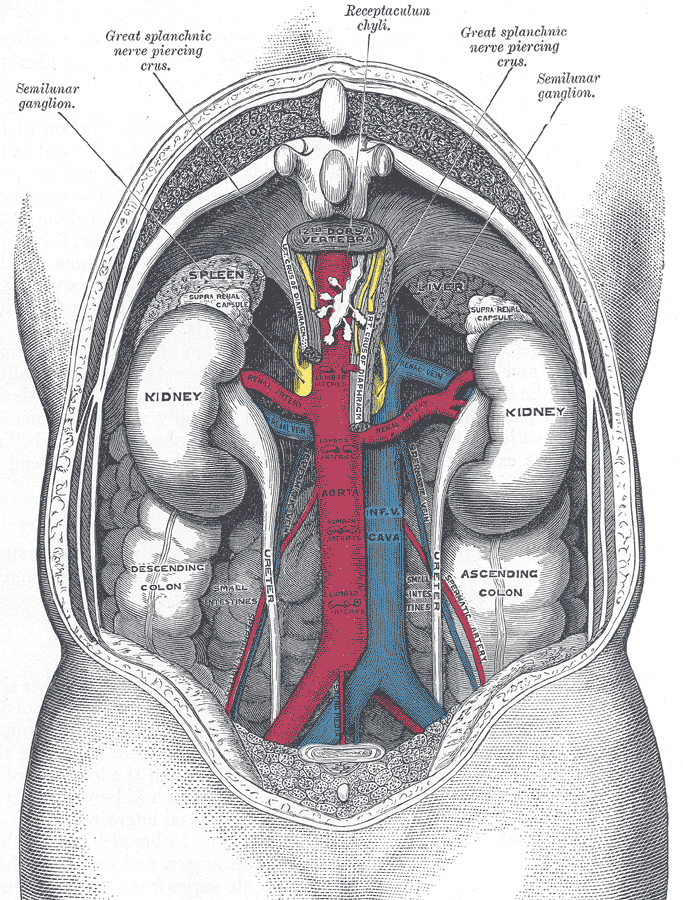
Relațiile viscerelor și vaselor mari ale abdomenului.
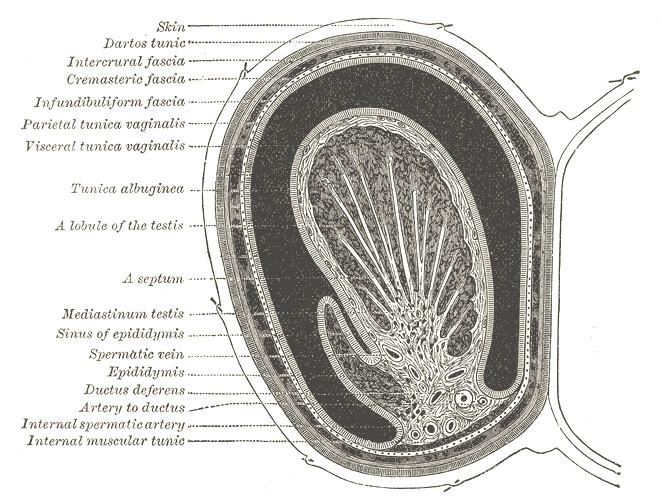
Secțiune transversală prin partea stângă a scrotului și testicul stâng.
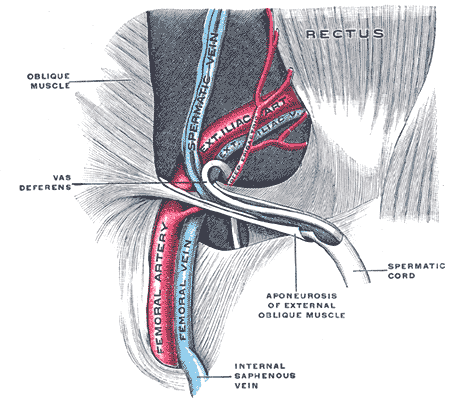
Cordul spermatic în canalul inghinal.
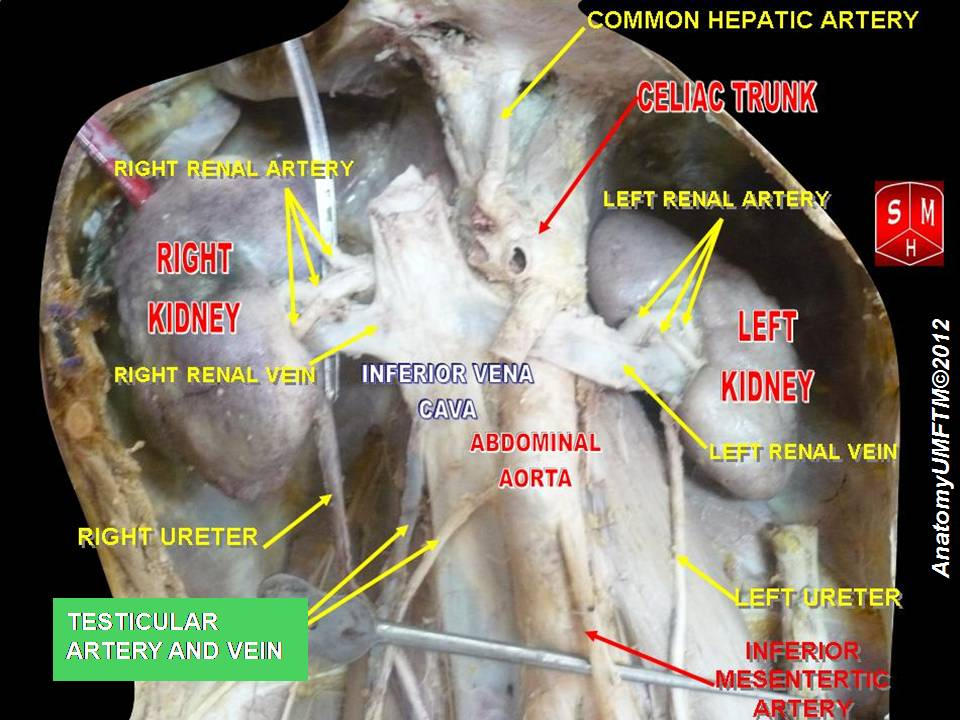
Vene testiculare